# Каль-ам-Майн
Каль-ам-Майн (нем. Kahl am Main) — община в Германии, в земле Бавария. 
Подчиняется административному округу Нижняя Франкония. Входит в состав района Ашаффенбург.  Население составляет 7309 человек (на 31 декабря 2010 года). Занимает площадь 10,63 км².

## Население
По оценке на 31 декабря 2015 года население общины Каль-ам-Майн составляет 7555 чел. 

| Дата      | 1840 | 1871 | 1900 | 1925 | 1939 | 1950 | 1961 | 1970 | 1987 | 2011 |
| --------- | ---- | ---- | ---- | ---- | ---- | ---- | ---- | ---- | ---- | ---- |
| Население | 550  | 691  | 1199 | 2687 | 3287 | 4624 | 6524 | 7585 | 7030 | 7422 |

| Год       | 1960 | 1970 | 1980 | 1990 | 2000 | 2009 | 2010 | 2011 | 2012 | 2013 | 2014 | 2015 |
| --------- | ---- | ---- | ---- | ---- | ---- | ---- | ---- | ---- | ---- | ---- | ---- | ---- |
| Население | 6519 | 7633 | 7509 | 7127 | 7188 | 7285 | 7309 | 7434 | 7365 | 7410 | 7481 | 7555 |

## Известные жители, уроженцы
Петер фон Кроков, западногерманский фехтовальщик-саблист, участник летних Олимпийских игр 1960 года, работал оториноларингологом в клинике в городе Каль-на-Майне.

## Фотогалерея

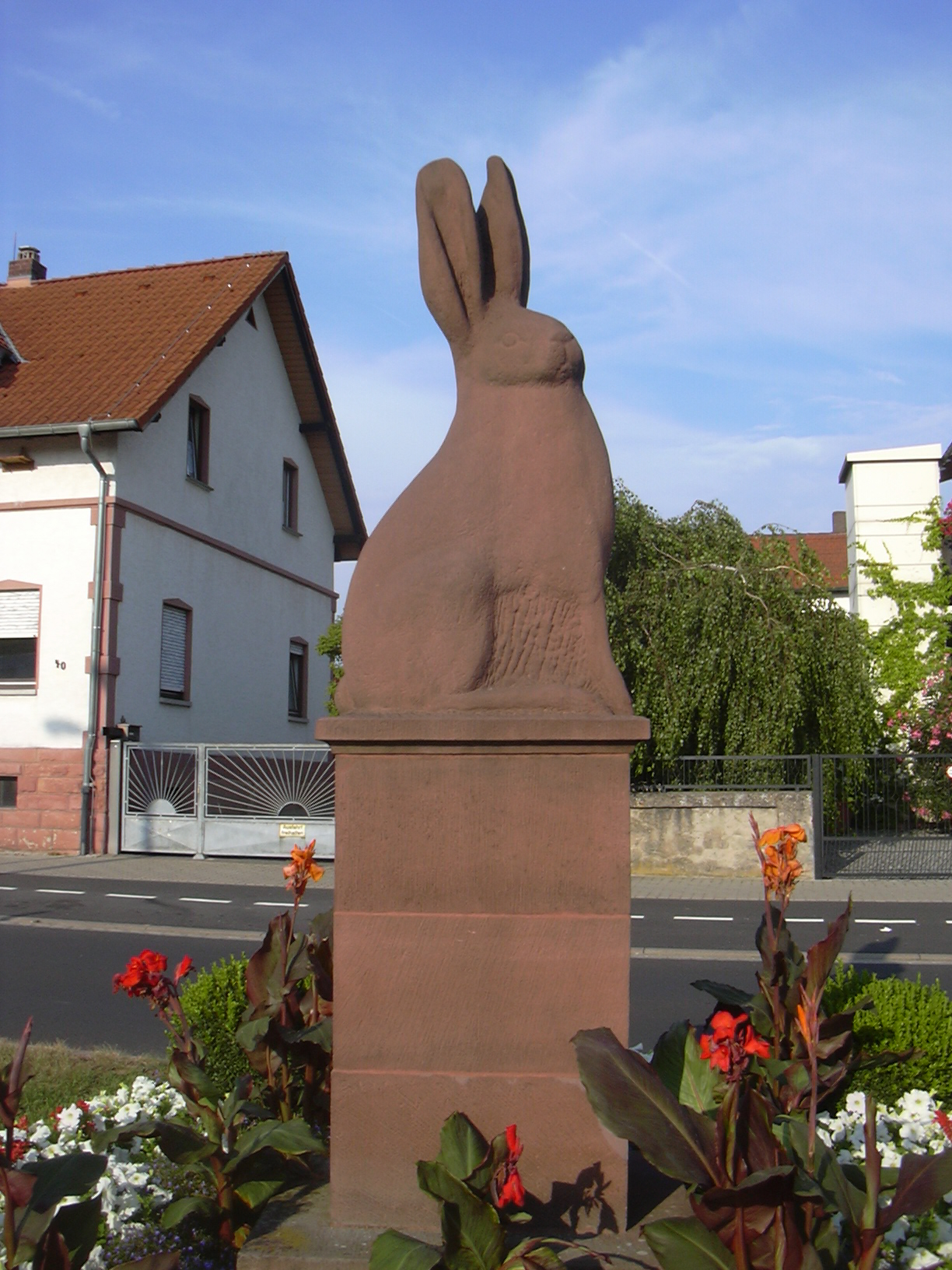
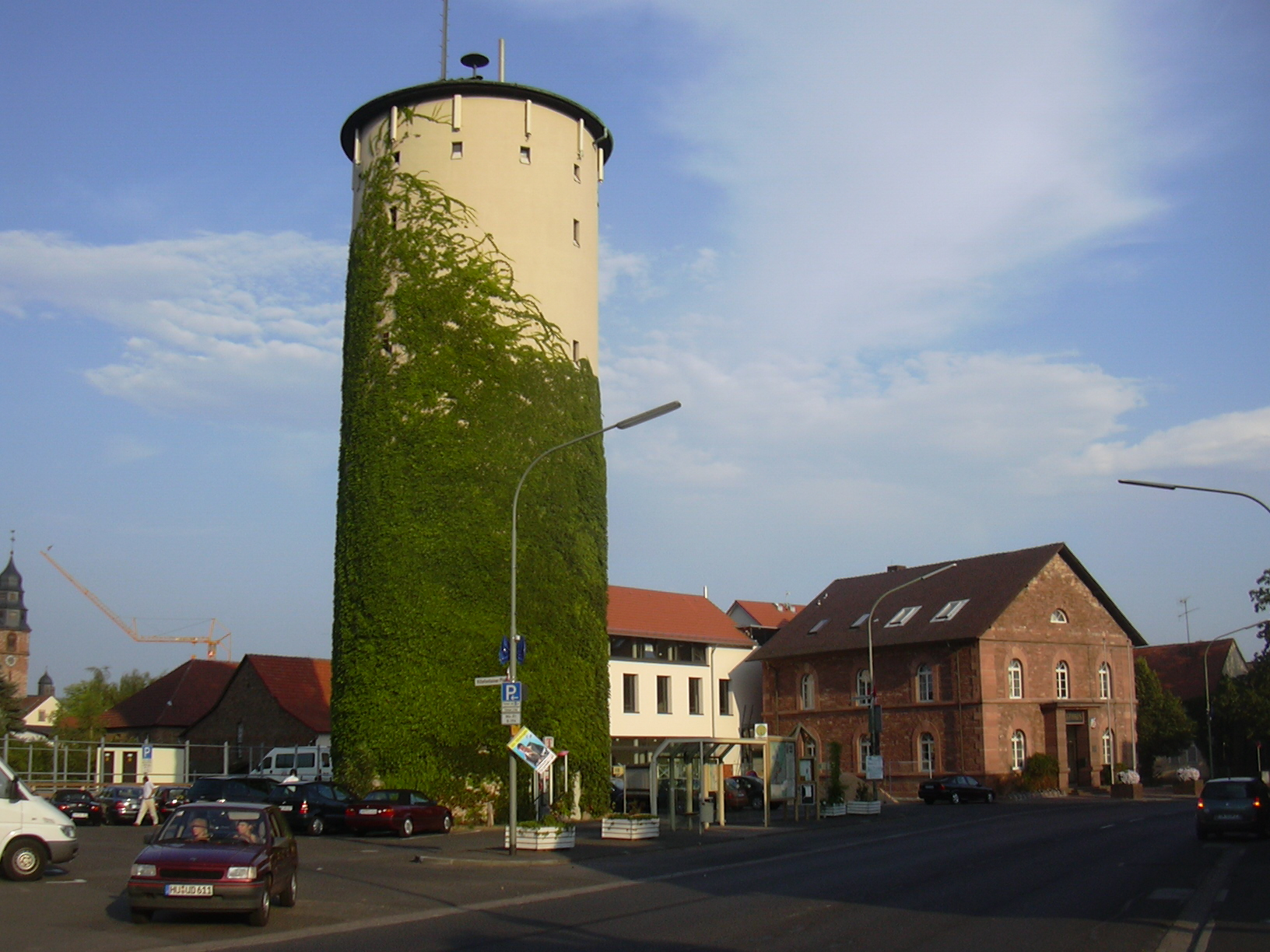
Ратуша
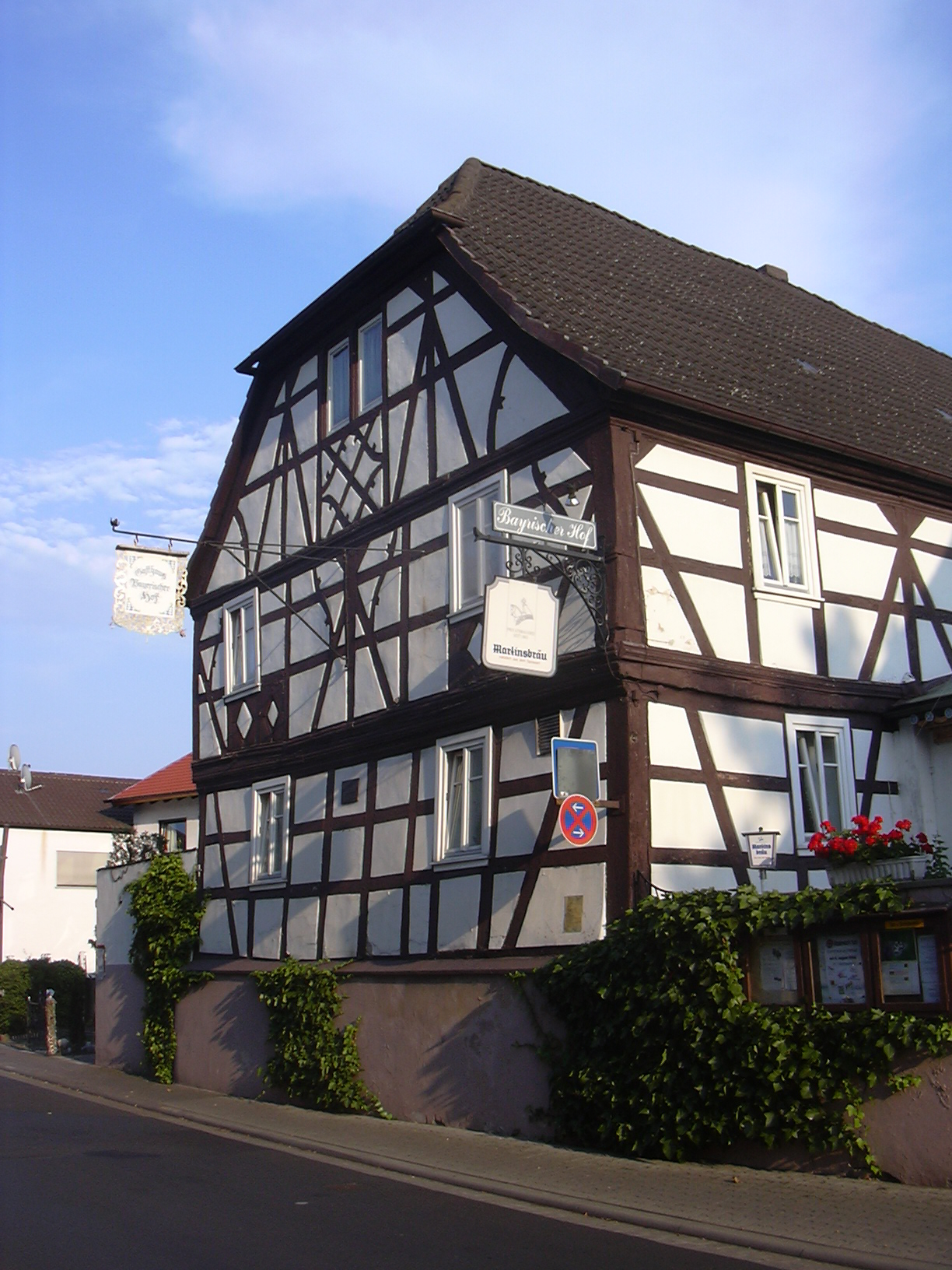
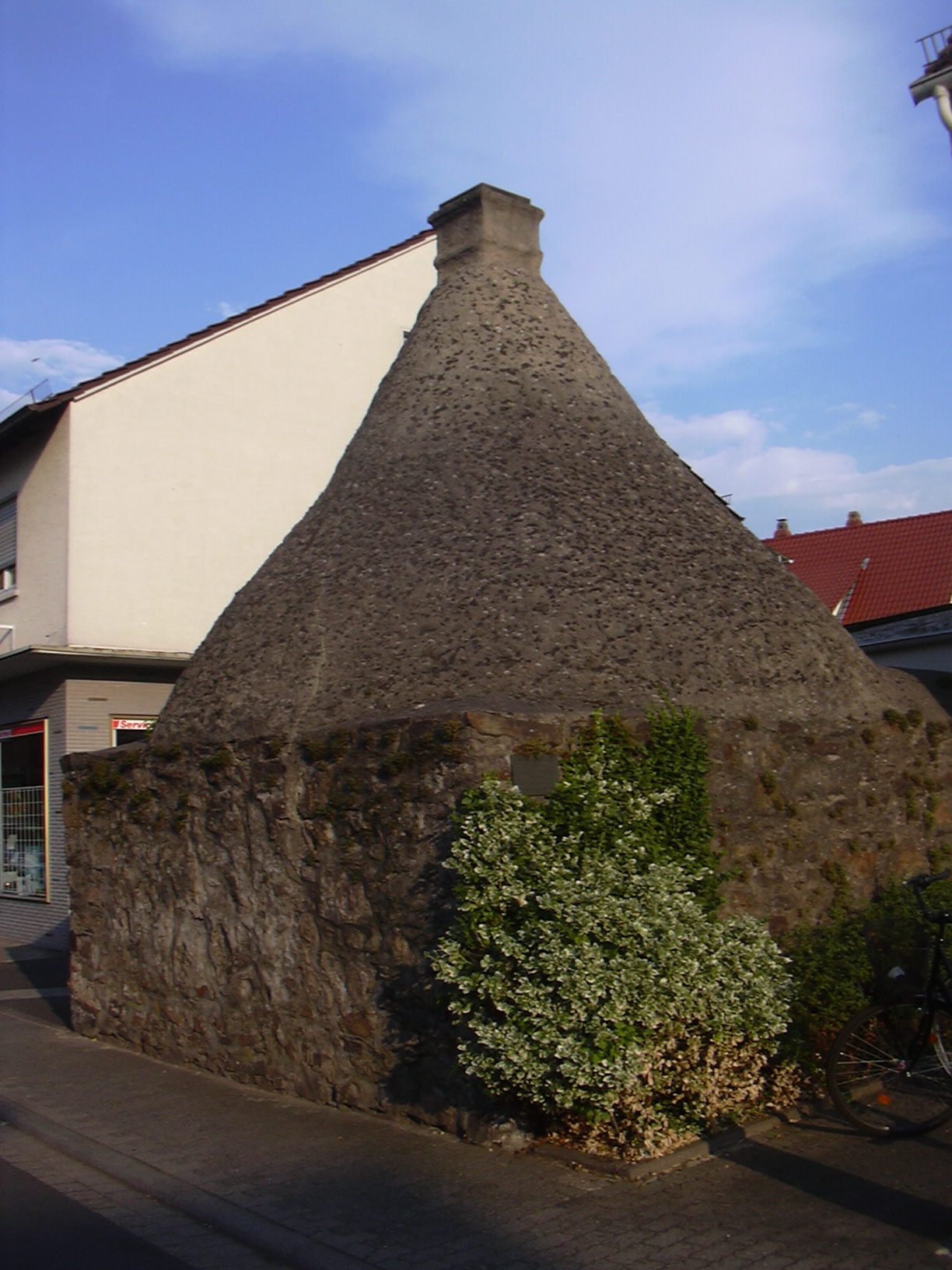
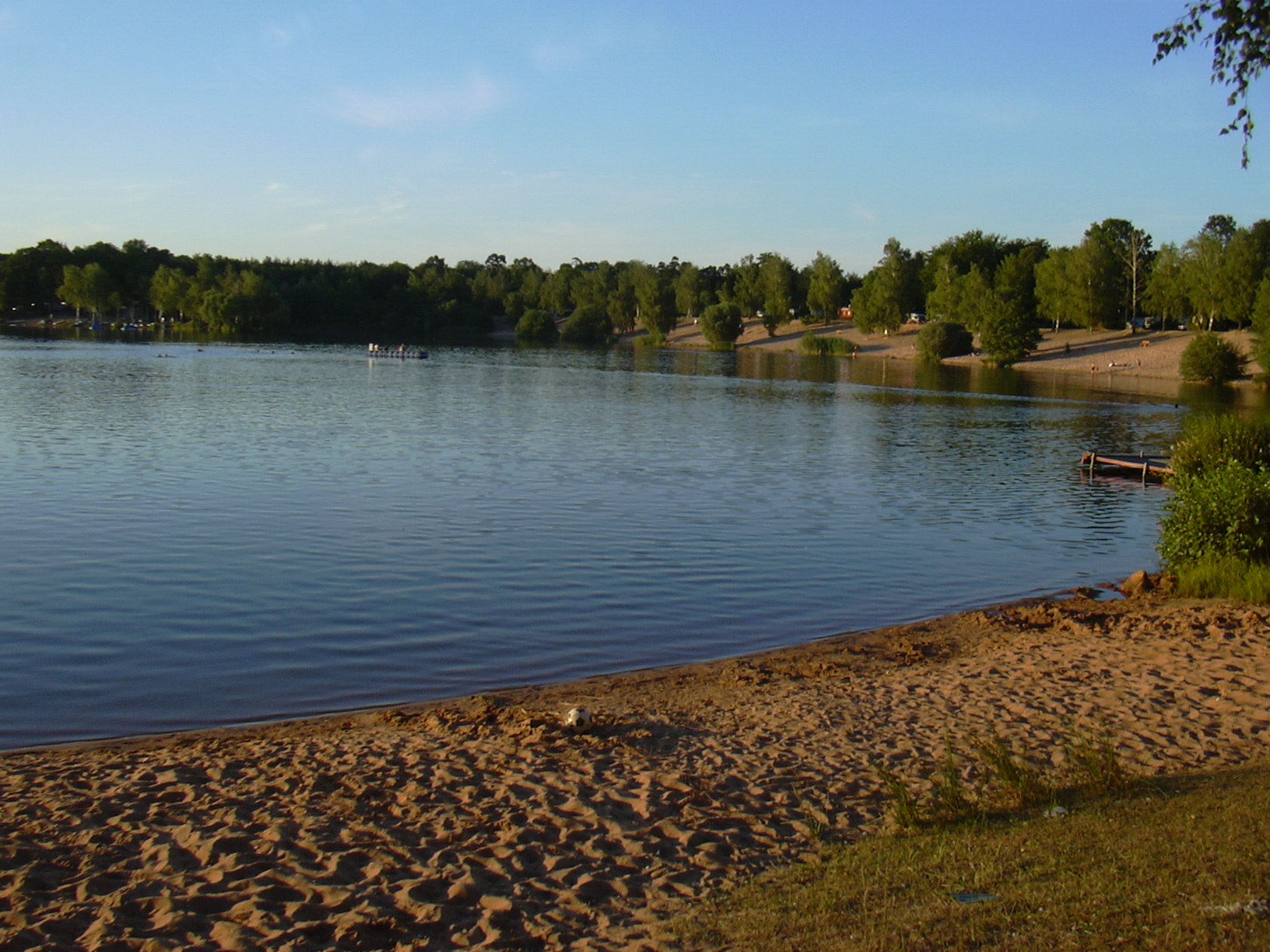
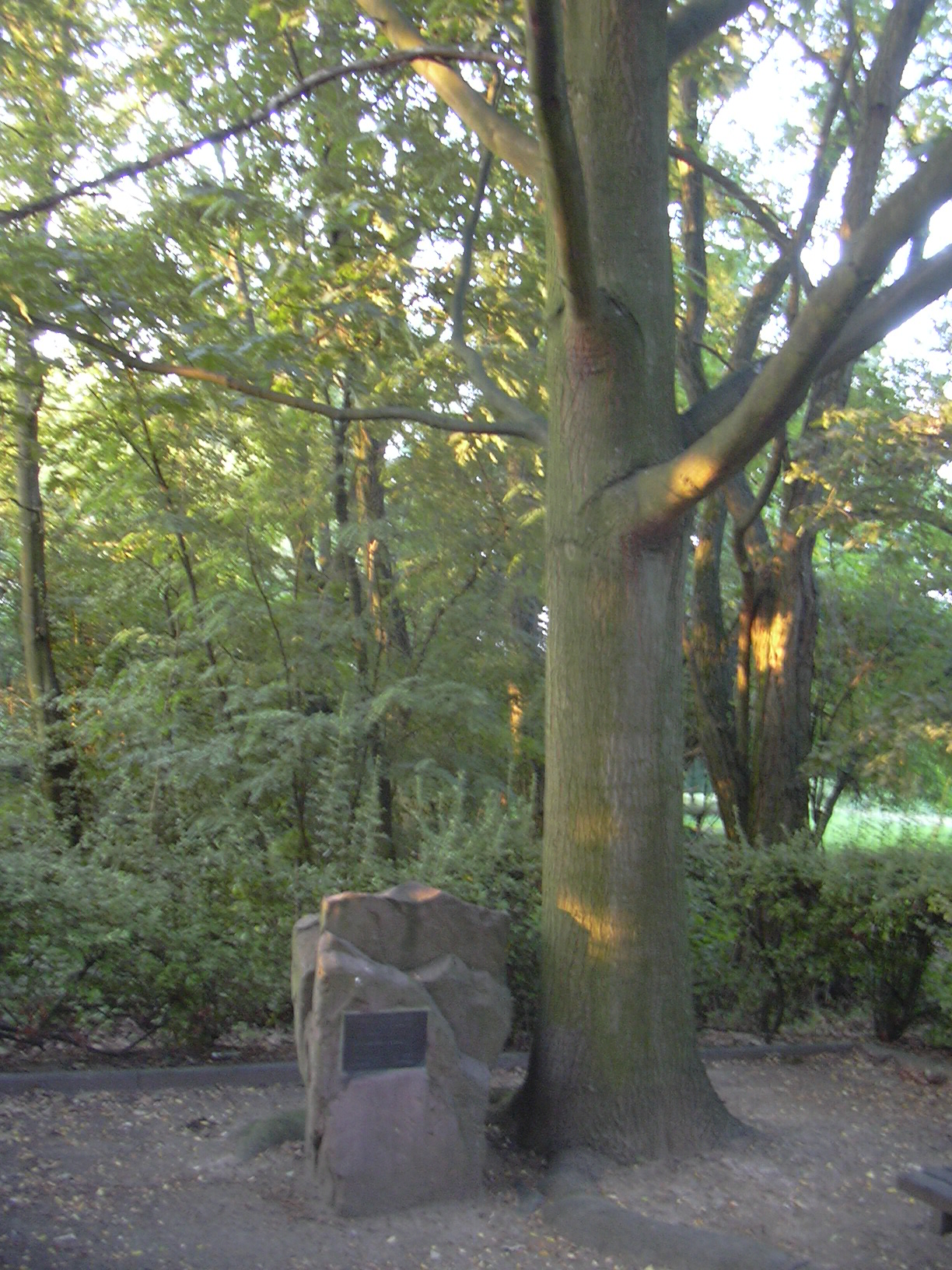
Памятник
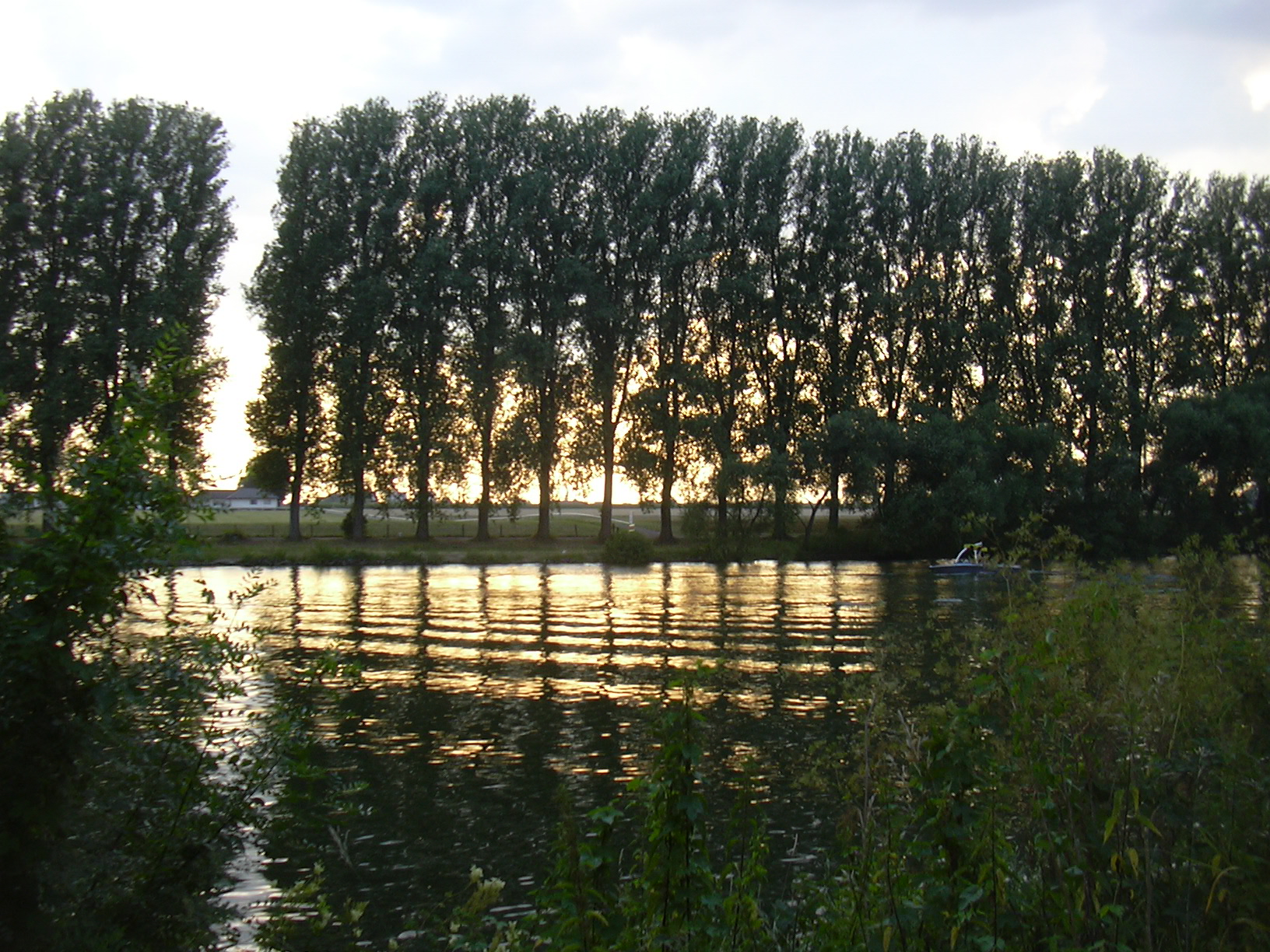